# Cairn teriér
Cairn teriér, počeštěle též kernteriér, byl až donedávna, kdy jej pomalu začal předstihovat jemu nejpodobnější west highland white teriér, nejpopulárnější teriér Velké Británie. Toto plemeno lze chovat jak v bytě ve městě, tak na statku na venkově. Je to dobrý hlídací pes, snadno se cvičí a je poslušnější než jiní teriéři. Temperament si ovšem ze své historie zachoval. Především samci jsou velmi sebevědomí a občas jsou také problémoví při styku s ostatními psy. Je odolný vůči mrazu i horku. Kerni se vyznačují hravostí, pohyblivostí, dobrou náladou a srdečnou věrností svému pánovi.

## Historie
Pochází ze skotského ostrova Skye, kdy již v době královny Marie Stuartovny pracoval při vyhledávání lišek ukrytých v hromadách kamení (kámen se latinsky nazývá „cairns“ – od tohoto názvu vzniklo také jméno cairn teriér). Na Hebridách se mu říkalo „skye otter“ (vydří), protože lovil i vydry.

## Vzhled
Kernteriéři mají malé špičaté uši, silný ale lehký čenich a jejich přední tlapky jsou větší a silnější než zadní. Jejich zbarvení může být krémové, pšeničné, téměř černé, šedé nebo červené. Jejich srst je hrubá a hustá. Dožívají se průměrného věku 14 let.

## Péče
Kernteriér nepatří mezi pečovatelsky náročné psy. Jejich srst nevyžaduje pravidelné česání ani stříhání, ovšem 2x do roka by se měla trimovat – škubat. Naprosto holý ale pes nezůstane. Pod hrubými chlupy mu roste jemná, ale odolná podsada, která psovi po trimování zůstane, a ze které potom narostou další hrubé chlupy.